# Каскасапакте
Каскасапакте (швед. Kaskasapakte) — горная вершина в Швеции, одна из самых высоких в стране (2043 м).
Вершина расположена в исторической провинции Лаппланд, к северо-востоку от горы Кебнекайсе, высшей точки Швеции. У подножия Каскасапакте находится ледниковое озеро Тарфала.

### Виртуальный тур
Виртуальный тур — 11 панорам
- Виртуальный тур — Долина Тарфала